# Újpesti TE (piłka siatkowa)
Újpesti TE – węgierski klub siatkarski z siedzibą w Budapeszcie. W swojej historii posiadał sekcję męską oraz żeńską. Po reaktywacji w 2008 roku posiada tylko sekcję żeńską. Jest jednym z bardziej utytułowanych klubów w węgierskiej siatkówce.

## Historia
Chronologia nazw
- 1948: Dózsa Sport Egyesület (SE)
- 1950: Budapesti Dózsa SK
- 1957: Újpesti Dózsa Sport Club (SC)
- 1991: Újpesti Torna Egylet (TE)
- 1992: przekazanie sekcji do klubu Tungsram SC
- 2008: Újpesti TE - reaktywacja sekcji żeńskiej

## Sukcesy

### sekcja męska
- Mistrzostwa Węgier:
  -  1. miejsce (13x): 1955, 1957, 1958, 1959, 1960, 1961, 1962, 1963, 1971, 1972, 1975, 1990, 1991
  -  2. miejsce (9x): 1964, 1965, 1966, 1969, 1970, 1977, 1987, 1988
  -  3. miejsce (5x): 1952, 1954, 1967, 1968, 1976
- Puchar Węgier:
  -  1. miejsce (8x): 1952, 1955, 1957, 1962, 1964, 1973, 1975, 1989
  -  2. miejsce (9x): 1953, 1958, 1963, 1965, 1966, 1967, 1969, 1974, 1977

### sekcja żeńska
- Mistrzostwa Węgier:
  -  1. miejsce (10x): 1963, 1964, 1965, 1966, 1967, 1968, 1970, 1986, 1987, 1990
  -  2. miejsce (12x):  1969, 1971, 1972, 1973, 1974, 1975, 1976, 1977, 1979, 1984, 1985, 1988
  -  3. miejsce (6x): 1978, 1980, 1981, 1982, 1983, 2011
- Puchar Węgier:
  -  1. miejsce (12x): 1962, 1963, 1964, 1965, 1966, 1967, 1968, 1974, 1975, 1984, 1986, 1987
  -  2. miejsce (8x): 1969, 1970, 1971, 1973, 1977, 1985, 1988, 1990